# Vele scarlatte (festa)
La festa delle vele scarlatte (in russo Алые паруса?, Alye parusa) è una celebrazione dedicata ai maturandi di San Pietroburgo ogni anno alla fine di giugno. Per l'occasione un grandioso spettacolo all'aperto ha luogo al bacino del fiume Neva presso la Fortezza di Pietro e Paolo.
Per la prima volta questa festa è stata celebrata nel 1968 a Leningrado e da allora si conserva la tradizione di aspettare il veliero che entra nel bacino della Neva e alza le sue vele scarlatte.
Questa celebrazione deriva dal famoso romanzo scritto nel 1916–1922 dallo scrittore russo Aleksandr Grin Vele scarlatte.

## Celebrazione del 2007
Lo spettacolo che ha celebrato la fine dell’anno scolastico nel 2007 ha visto la partecipazione di più di un milione di persone.
Nella piazza del Palazzo d’Inverno, Valerio Festi e la sua Compagnia Studio Festi hanno messo in scena Il sogno di Assol, uno spettacolo creato appositamente per l'occasione, con testo e regia di Monica Maimone. La vicenda dei due amanti è stata rappresentata attraverso la poetica delle danze aeree, delle videoscenografie su schermi giganti e degli effetti di luce.